# Wolfgang Deml
Wolfgang Deml (* 31. Juli 1945 in Rötz) ist ein deutscher Unternehmer und Bankmanager. Seit 2011 sitzt er dem Aufsichtsrat der Privatbank Hauck Aufhäuser Lampe vor und ist Mitglied des Aufsichtsrates von AGCO. Er fungierte als Vorstandsvorsitzender der Unternehmen Union Investment von 1983 bis 1988 sowie der BayWa von 1991 bis 2008.

## Leben
Deml studierte Wirtschaftsingenieurwesen an der Ludwig-Maximilians-Universität München. Seine Karriere begann in der Unternehmensberatung bei Roland Berger, ehe er 1983 Sprecher der Geschäftsführung bei Union Investment wurde.
Von 1988 bis 2008 war er Mitglied des Vorstands der BayWa, dessen Vorsitzender er ab 1991 war. Deml hatte als CEO der BayWa, einem der größten Genossenschaftskonzerne der Welt, Führungspositionen in mehreren genossenschaftlich organisierten Unternehmen in Europa inne. Unter anderem war er Vizepräsident des deutschen Raiffeisenverbands, Aufsichtsratsvorsitzender der Raiffeisen Zentralbank Österreich und Aufsichtsratsmitglied mehrerer österreichischer Raiffeisenlandesbanken. Weitere Aufsichtsratsmandate besetzte er in dieser Zeit etwa bei Leipnik-Lundenburger, Südzucker, MAN, der Landwirtschaftlichen Rentenbank, der Bayerischen Landesbank und der RWA Raiffeisen Ware Austria, deren Übernahme und somit die sämtlicher österreichischer Lagerhäuser durch die BayWa in seine Amtszeit fiel.
Seit 1999 unterstützte er zudem die Aufsichtsratsräte der Unternehmen AGCO, VK Mühlen, Strenesse und der Mannheimer Versicherung.
Seit 2014 bzw. 2011 sitzt Deml den Aufsichtsräten des Venture-Capital- und Private-Equity-Auftraggebers Halder sowie der Hauck Aufhäuser Lampe Privatbank vor. Letztere konnte er 2016 mehrheitlich an die chinesische Fosun von Guo Guangchang verkaufen, als dessen enger Vertrauter er seitdem gilt. Nach Kaufabschluss wurde er von diesem in seiner Funktion als Vorsitzender des Aufsichtsrates der Privatbank auf Weiteres bestätigt.
Deml ist verheiratet und hat einen mittlerweile erwachsenen Sohn.